# 황선필 (축구 선수)
황선필(黃善弼, 1981년 7월 14일~)은 대한민국의 축구 선수이다.

## 학력
- 구포초등학교
- 덕천중학교
- 동아고등학교
- 중앙대학교

## 클럽 경력

### 대구 FC
2004년 대구 FC로 입단한 황선필은 입단 당시에는 그리 큰 주목을 받지 못하였으나, 첫 시즌에 20경기를 출장하며 호평을 받았다. 2007년 9월 29일, 프로 데뷔 3년 만에 데뷔 골을 터뜨렸다. 그 해 10월 14일 주장이었던 김현수가 은퇴하자 주장 완장을 이어받았다. 2008 시즌을 앞두고는 부족한 자리를 채우기 위해 동계 훈련 기간 동안 변병주 감독이 수비형 미드필더로 기용하기도 하였다.

### 광주 상무
2008 시즌이 끝나고 광주 상무 입대 지원에 합격하여 2008년 11월 광주 상무에 입단하였다. 광주에서의 2시즌 간 리그 17경기에 출전하였다.

### 전남 드래곤즈
전역 후 전남 드래곤즈로 이적하였으나 한 경기도 출전하지 못하였다.

### 부산 아이파크
2012 시즌을 앞두고 새로 영입한 여효진이 시즌 개막 전 시즌 아웃을 당하여 수비 보강을 노리던 부산 아이파크로 이적하였다.